# 九能校長
九能校長（くのうこうちょう〈仮称〉、本名不明）は、高橋留美子の漫画作品『らんま1/2』の登場人物 （声：仁内建之、「高橋留美子展」で上映のオリジナルアニメでは大塚芳忠）。

## 人物
早乙女乱馬たちが通う風林館高校の校長。元大学教師。九能流バリカン術を扱う武闘家でもある。九能帯刀、九能小太刀の実父。ハワイかぶれで服装はアロハシャツに半ズボンで頭にヤシの木が生えており、ウクレレを手持ち歩くなど、およそ校長とは思えない格好をしている。笑い方も「HAHAHA」というように英語で笑う。日本語と英単語をない交ぜにした特徴的な口調だが、語尾は「○○デ〜ス」と常に敬語で話す。教員でありながら、身体能力も高く、得意のバリカン術や、あらゆる道具を駆使し乱馬とも渡り合う実力があるが、終盤は自分で乱馬と戦うことはなくなり他のキャラクターをけしかける戦法をとるようになった。
3年前、教育視察と称して九能家を飛び出し、ハワイの大学で教師をしていた。しかし、3000回もの脱走の末に帰国し校長に復職する。帰国後も九能家には帰っておらず、風林館高校の校長室に住んでいる。
ハワイについては博識であり、ハワイで流行る病気に関しては一通りの知識を持ち合わせ、それらの病気を治す一通りのワクチンも持ち歩いている。アニメでは風林館高校のOBであり、学生時代は体育の成績はオール5、それ以外は全て1か2という成績だった。
原作34巻で二ノ宮ひな子が放った八宝つり銭怨念百倍返しで吹き飛ばされて、「必ず帰ってくる（I SHALL RETURN）」という意味の英語を発し飛び去っている。その後の消息は不明で、物語から完全にフェードアウトした。

## 性格
生徒の嫌がる事が大好きで、生徒の嫌がる校則を勝手に作っていやがらせをする。帰国直後に乱馬に蹴られて以降、乱馬を不良と決め込み凄まじい執着心を向ける。九能兄妹の父親でもあり、過去に息子の帯刀に幾度も悪戯をしたため現在も確執があり、学校全体を巻き込んでの親子喧嘩に発展することもしばしばである。その大人気ない言動は教育者とは思えず、天道あかねを人質にして乱馬を丸坊主にしようとしたことさえある。嫌がらせが大好きとはいえ、生徒には彼なりに愛情を持っており、あかねの水泳特訓は本気で行っていた。
原作では小太刀と九能校長は親子関係でありながら全く接点がないが、アニメ版では再会をはたしている。小太刀はファザコンとも言えるほどに校長を慕っており、校長も小太刀の前では真摯に真面目な父親を装っている。帯刀は校長のことを「ダディ」と呼び、校長は帯刀のことを「タッチィ」と呼ぶ。アニメや企画CDでは小太刀を「コッチィ」と呼ぶ場面もある。

## 風林館高校
乱馬たちが通っている高校。私立で校長が全ての権限を握っている。校風はかなり自由で指定の制服も強制ではなく、乱馬は普段の私服で通っており久遠寺右京も男子校時代の制服を使い続けている。なお、校長と二ノ宮ひな子以外の教師たちはあまり目立たず、名前も設定されていない。
校内には校長が作った大量の校長室と様々な隠し部屋がある。学力は不明だがアニメでは小太刀が風林館高校を名門校と発言している。行事は校長が提示する破天荒なものもあるが水泳大会などのまともな行事も存在する。
アニメでは武蔵小金が生前通っていた。校長本人も風林館のOB。また、良牙は風林館高校の転入試験を受けようとしたことがある。
1年F組：早乙女乱馬、天道あかね、五寸釘光、久遠寺右京、（以下アニメ版オリジナルキャラクター）ひろし、大介、ゆか、さゆり
2年E組：九能帯刀、天道なびき
かつて在籍していた生徒：九能校長、天道かすみ、武蔵小金

## 校長が使用する技
九能流木刀ささら崩し
バリカンを使って木刀をバラバラにする技。その実態は、相手の放つ木刀などを滑り台として、目にもとまらぬ速さの回転で相手の髪の毛を切るバリカン術である。3年前、息子の帯刀から黒髪を奪い去った技。

## 校長が勝手につくった校則
男子生徒は全員坊主、女子は全員おかっぱ
3年間でのハワイでの研修を終え、帰って来た日に作った校則。この校則を免除したければ、校長と勝負して校則御免のヤシの実を奪わないといけないことになっている。
男子は全員ちょんまげ、女子は全員島田髷
上記の校則を生徒に阻止されて、新たに提案したもの。提案した瞬間に全生徒から実力で阻止された。
泳げない生徒は進級させない
あかねをからかうためにその場で作った校則。